# Pimlico (Metropolitano de Londres)
Pimlico é uma estação do Metrô de Londres em Pimlico, Cidade de Westminster, na Victoria line entre as estações Victoria e Vauxhall na zona tarifária 1. Foi uma adição tardia à linha Victoria, não aparecendo nos planos originais, e a última a abrir em 1972.
A estação é a única na linha sem um cruzamento para nenhuma outra linha ferroviária, e a mais profunda abaixo do nível do mar. É o principal ponto de acesso de transporte para a galeria Tate Britain. A estação é conhecida por suas obras de arte distintas, que refletem sua proximidade com a Tate Britain. Vários edifícios ao redor da estação são listados como Grau II, embora a estação em si não seja.

## História
A estação foi inaugurada pelo Lorde Prefeito de Westminster em 14 de setembro de 1972 – mais de um ano após o restante da linha ter se tornado totalmente operacional – e começou a atender passageiros regulares naquela tarde. O custo total estimado foi de £ 1,4 milhões. Pimlico foi a última estação de metrô a abrir até que a primeira seção da extensão da linha Piccadilly de Heathrow foi aberta para Hatton Cross em 1975. Depois que a estação Blackhorse Road foi reposicionada para fazer intercâmbio com a linha Victoria em 1981, Pimlico se tornou a única estação na linha sem nenhuma conexão direta para qualquer outro.